# Bulvara riests
Bulvara riests este o arie protejată (arie specială de conservare — SAC, sit de importanță comunitară — SCI, arie de protecție specială avifaunistică — SPA) din Letonia întinsă pe o suprafață de 81,37 ha, integral pe uscat.

## Localizare
Centrul sitului Bulvara riests este situat la coordonatele 57°42′16″N 25°58′52″E / 57.7045°N 25.9811°E.

## Înființare
Situl Bulvara riests a fost declarat arie de protecție specială avifaunistică în decembrie 2003 pentru a proteja 1 specie de animale. Alte tipuri de protecție:
- sit de importanță comunitară (în mai 2004)
- arie specială de conservare (în mai 2004)[1][3][4]

## Biodiversitate
Situată în ecoregiunea boreală, aria protejată conține 4 habitate naturale: Turbării active, Taiga vestică, Mlaștini împădurite, Păduri central-europene de pin scoțian cu licheni.
La baza desemnării sitului se află o specie protejată de  păsări:  cocoș de munte (Tetrao urogallus).